# Марков Леонід Володимирович
Марков Леонід Володимирович (нар. 26 червня 1948, Керч, АР Крим) — український артист балету, балетмейстер, педагог. Чоловік Любові Маркової. Заслужений артист УРСР (1976).

## Біографія
Народився 26 червня 1948 року в місті Керч. У 1967 році закінчив Київське хореографічне училище (клас. В. Парсегова). Упродовж 1967—1987 років ― соліст балету Харківського театру опери та балету імені Миколи Лисенка. Водночас від 1974 працював у Харківському університеті мистецтв на кафедрі оперної підготовки, від 1989 року — на кафедрі майстерності актора та режисури драматичного театру. У 2014 році обійняв посаду доцента кафедри майстерності актора та режисури театру анімації. Викладає навчальні дисципліни: «Танець», «Робота режисера з балетмейстером».
1990 року закінчив Державний інститут театрального  мистецтва у Москві (клас В. Васильєва, К. Максимової). Від 1996 року викладав у Харківській державній академії культури. Протягом 2003—2010 років обіймав посаду завідувача кафедри сучасної хореографії, від 2010 року ― старший викладач кафедри. Здійснив постановки низки композицій, танців, мюзиклів, концертних програм у театрах Харкова, Миколаєва, Запоріжжя, Полтави, Чернігова, Донецька, Сімферополя.

## Основні партії
- Ганс («Жізель» А. Адана),
- Ротбарт, Карабос («Лебедине озеро», «Спляча красуня» П.Чайковського),
- Хозе, Тореро («Кармен-сюїта» Ж. Бізе — Р. Щедріна),
- Квазімодо («Собор Паризької Богоматері» Ч. Пуньї),
- Перелесник, Лукаш («Лісова пісня» М. Скорульського),
- Чорт («Створення світу» А. Петрова),
- Шахріяр («Тисяча й одна ніч» Ф. Амірова),
- Еспада («Дон Кіхот» Л. Мінкуса),
- Лукаш («Лісова пісня» М. Скорульського)
- Вожак, Хуліган («Панночка і Хуліган» на музику Д. Шостаковича),
- Красс («Спартак» А. Хачатуряна).

## Постановки
ХНАТОБ ім. М. Лисенка
- Опера «Аїда», «Фауст», «Червона шапочка», мюзикл «Бременські музиканти».

Харківський академічний російський драматичний театр ім. О. С. Пушкіна
- Вистава «Чехов сміється» за оповіданням А. Чехова, «Ромео і Джульєтта» В. Шекспіра, «Дама без камелій» Т. Реттігана, «Тригрошова опера» за Б. Брехтом.

Харківський академічний український драматичний театр ім. Тараса Шевченка
- Вистава «Хто винен?» І. Карпенка-Карого, «Маркіза де Сад» Юкіо Місіми.

Харківський театр для дітей та юнацтва
- «Пророк» В. Винниченка, «Алі Баба і сорок розбійників».

Харківський державний академічний театр ляльок ім. В. Афанасьєва
- «Моя чарівна леді» Б. Шоу

Харківський академічний театр музичної комедії
- «Кохання у стилі джаз»

оперна студія ХНУМ імені І. П. Котляревського
- «Летюча миша», «Євгеній Онегін», «Овод», «Не лише любов», «Франческа да Ріміні».

## Основні публікації
- Марков Л. В. Творчий шлях Маргарити Арнаудової (1960 — поч. 70-х рр.) // Культура України: зб. наук. праць. 2012. Вип. 36.
- Марков Л. В. «Лебединое озеро»: взгляд из XXI столетия // Вісн. Харків. держ. акад. дизайну і мистецтв. [Сер.] Мистецтвознавство: [зб. наук. пр.]. Харків, 2012. № 7. C. 158—160.
- Марков Л. В. Классика — современность: проблемы хореографического диалога // Вісн. Харків. держ. акад. дизайну і мистецтв. [Сер.] Мистецтвознавство: [зб. наук. пр.]. Харків, 2012. № 6. C. 142—145.
- Іспанський народний танець: програма та навч.-метод. матеріали до курсу «Нар.-сцен. танець та методика його викладання» для студентів каф. «Нар. хореогр.» та «Сучас. хореогр.», напрям підготовки 0202 «Мистецтво», спец. 6.020202 «Хореогр.» / Харків. держ. акад. культури, Каф. сучас. хореогр. ; [розроб. Л. В. Марков]. Харків: ХДАК, 2013. 13 с.